# Corneille minute
Corvus minutus
Espèce
Répartition géographique
Statut de conservation UICN

 EN  : En danger
La Corneille minute (Corvus minutus) est une espèce de passereaux de la famille des Corvidae endémique de Cuba.

## Taxonomie
La Corneille minute a été décrite en 1852 par l'ornithologue Juan Gundlach. L'espèce est monotypique, aucune sous-espèce n'a pour le moment été décrite. Cette espèce était précédemment considérée comme une sous-espèce de la Corneille palmiste (Corvus palmarum),,.
Bien qu'elle soit sympatrique avec la Corneille de Cuba (Corvus nasicus), elle semble plus proche de la Corneille de rivage (C. ossifragus) de la côte Est des États-Unis, ainsi que de deux autres espèces du Mexique, la Corneille du Mexique (C. imparatus) et la Corneille du Sinaloa (C. sinaloae). Alors que la Corneille de Cuba est plus proche de la Corneille d'Hispaniola (Corvus leucognaphalus) et de la Corneille de la Jamaïque (Corvus jamaicensis). Cela indiquerait deux arrivées distinctes de corvidés sur l'île de Cuba, ayant pour résultat une différenciation de niche écologique similaire à celle observée entre C. leucognaphalus et C. palmarum sur Hispaniola.
Le cladogramme qui suit est basé sur l'étude phylogénétique des corvidés par Knud Jønsson et al. publiée en 2012.
|  | Corneille palmiste, Corvus palmarum |
|  |                                     |
|  | Corneille minute, Corvus minutus    |
|  |                                     |

|  | Corneille de rivage, Corvus ossifragus                                                                           |
|  | |
|  | \| \| Corneille du Sinaloa, Corvus sinaloae \| \| \| \| \| \| Corneille du Mexique, Corvus imparatus \| \| \| \| |
|  | |
|  | Corneille du Sinaloa, Corvus sinaloae                                                                            |
|  | |
|  | Corneille du Mexique, Corvus imparatus                                                                           |
|  | |

|  | Corneille du Sinaloa, Corvus sinaloae  |
|  |                                        |
|  | Corneille du Mexique, Corvus imparatus |
|  |                                        |

|  | Corneille palmiste, Corvus palmarum |
|  |                                     |
|  | Corneille minute, Corvus minutus    |
|  |                                     |

|  | Corneille de rivage, Corvus ossifragus                                                                           |
|  | |
|  | \| \| Corneille du Sinaloa, Corvus sinaloae \| \| \| \| \| \| Corneille du Mexique, Corvus imparatus \| \| \| \| |
|  | |
|  | Corneille du Sinaloa, Corvus sinaloae                                                                            |
|  | |
|  | Corneille du Mexique, Corvus imparatus                                                                           |
|  | |

|  | Corneille du Sinaloa, Corvus sinaloae  |
|  |                                        |
|  | Corneille du Mexique, Corvus imparatus |
|  |                                        |

Ce taxon porte en français le nom vernaculaire ou normalisé suivant : Corneille minute.